# 534 Нассовія
534 Нассовія (534 Nassovia) — астероїд головного поясу, відкритий 19 квітня 1904 року Раймондом Смітом Дуґаном у Гейдельберзі.